# Vize 97
Nadace Dagmar a Václava Havlových Vize 97 má poměrně široký okruh zájmů, což vyplývá ze zaměření jejích zřizovatelů a z tradic, na něž navazuje. Nadace působí hlavně v oblasti sociální, zdravotnické, vzdělávací a kulturní, příležitostně organizuje nebo podporuje různé počiny na poli péče o lidská práva a rovněž reaguje na aktuální potřeby společnosti.

## Historie a poslání
Nadace vznikla v roce 1998 sloučením Nadace Vize 97 Dagmar Havlové a Nadace Václava a Olgy Havlových Václava Havla. Václav Havel při této příležitosti do nadace vložil 50 milionů Kč.
V roce 2002 dostala nadace velkorysý dar od Al-Valída bin Talála v hodnotě jednoho milionu a tří set šedesáti tisíc dolarů (tehdy cca 50 milionů Kč). Přáním prince Al-Valída bylo, aby Nadace postupně rozdělovala tyto prostředky na nákup přístrojů a specializovaného lékařského zařízení pro dětskou onkologii, pro domovy důchodců a na nákup lékařské techniky potřebné k léčení zhoubných nádorů a těžkých nemocí.

## Známé projekty

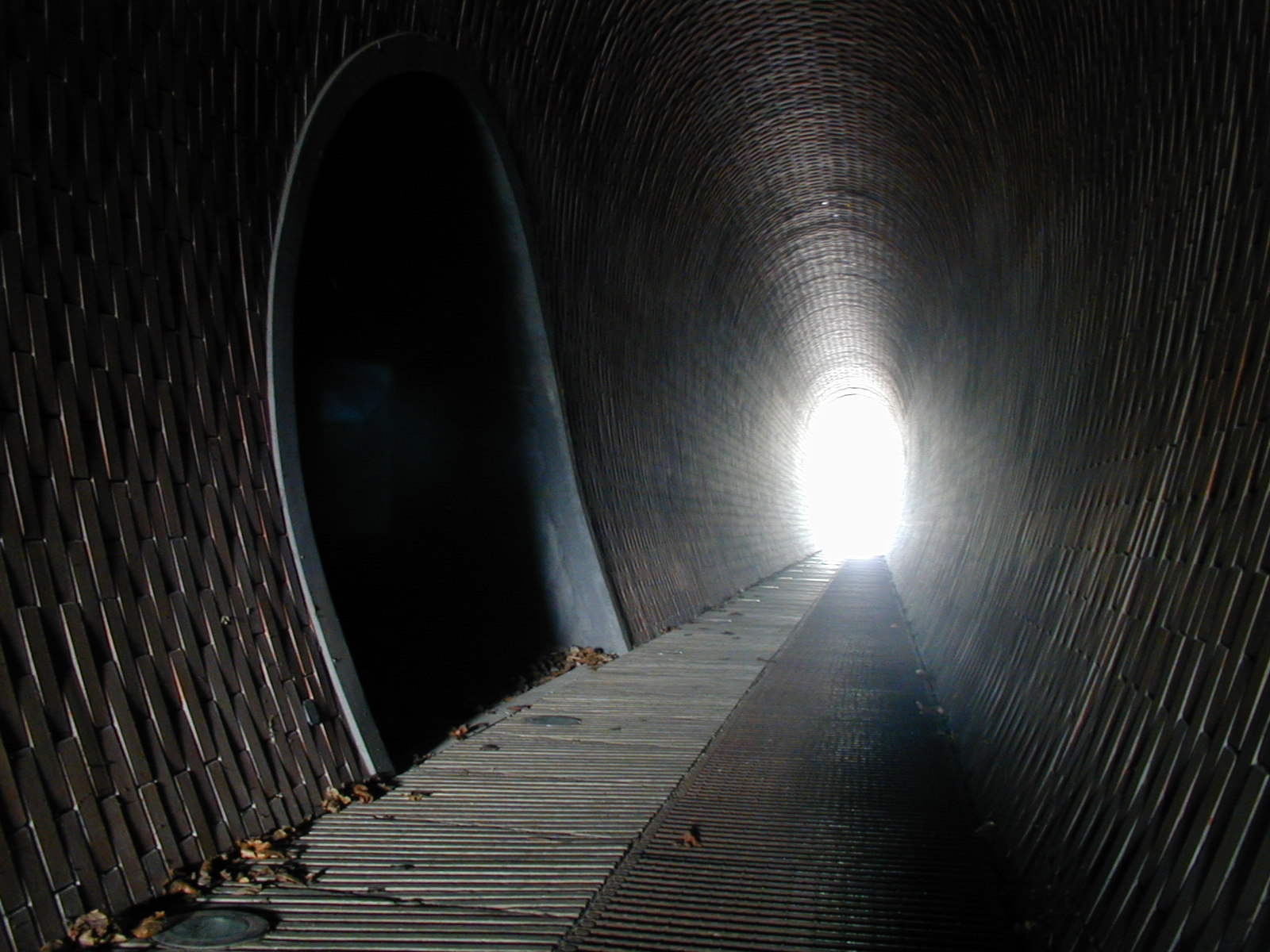
Průchod valem Prašného mostu, jeden z dokončených projektů Nadace

- Pražská křižovatka – kulturní centrum v Kostele svaté Anny (Staré Město)
- Průchod valem Prašného mostu
- Podpora vzdělávání: finanční podpora studia českých studentů na zahraničních vysokých školách
- Fond porozumění: V rámci projektu Fond porozumění nadace dlouhodobě podporuje Domov sv. Rodiny pro mentálně postižené a Domov sv. Karla Boromejského pro seniory. V sociálním programu věnuje pozornost zejména hospicům, domovům pro seniory, týraným matkám s dětmi a mentálně postiženým spoluobčanům.
- Včasná diagnóza a prevence rakoviny tlustého střeva a konečníku
- 5. října, v den narozenin Václava Havla, je předávána Cena Nadace VIZE 97 významným domácím i zahraničním osobnostem. Cenu předávali manželé Havlovi v Pražské křižovatce.
- Virtuální prohlídka Kanceláře Václava Havla

## Správní rada
- Dagmar Havlová – předsedkyně
- Tomáš Bouzek
- Borek Severa
- Helena Koenigsmarková
- Eliška Kaplický Fuchsová
- Michaela Spirovová
- Michaela Bastien
- Vladimír Olmr
- Ondřej David[2]